# Гандаки (зона Непала)
Га́ндаки (непальск. गण्डकी अञ्चल прослушатьо файле) — зона (административная единица) в центральной части Непала.

## География
На юге зона Гандаки граничит с зоной Лумбини, на западе — с зоной Дхаулагири, на востоке — с зоной Багмати, на севере — с Тибетским автономным районом Китая.
В зоне Гандаки находятся два горных массива-восьмитысячника — Аннапурна и Манаслу. По территории зоны протекает река Кали-Гандаки — одна из крупнейших рек Непала, приток Ганга.

## Административное деление
Гандаки состоит из шести районов:
- Горкха
- Каски
- Ламджунг
- Мананг
- Сьянгджа
- Танаху

Административным центром зоны является город Покхара, расположенный в районе Каски.

## Туризм

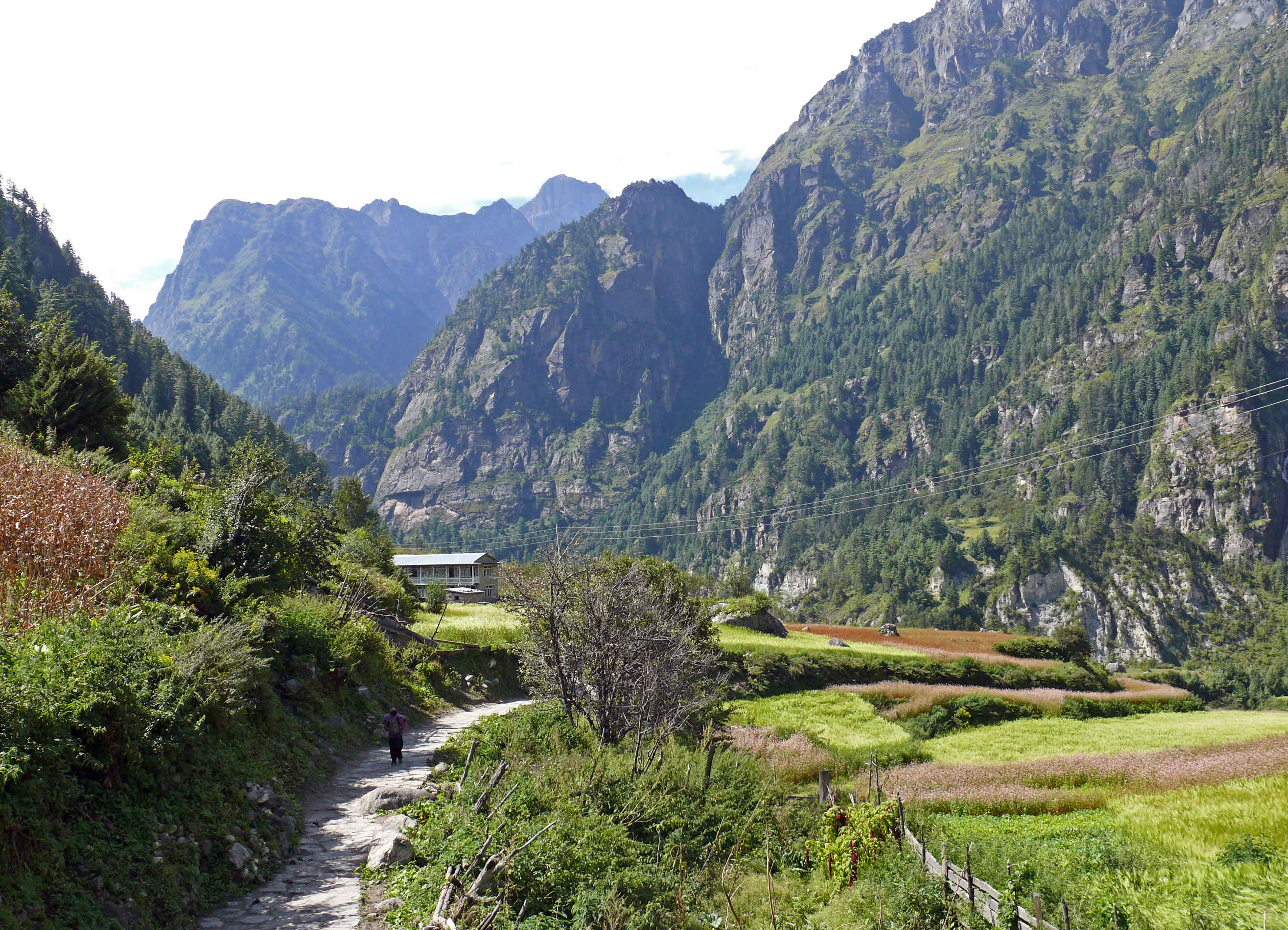
Горный пейзаж в районе Мананг зоны Гандаки

Национальный парк Аннапурны и Национальный парк Манаслу привлекают в Гандаки любителей горного туризма из разных стран мира. Также, популярным туристическим местом является Покхара, где базируются несколько парапланерных клубов.